# سانتا فه (فیلم)
«سانتا فه» (انگلیسی: Santa Fe (film)) فیلمی در ژانر وسترن به کارگردانی اروینگ پیکل است که در سال ۱۹۵۱ منتشر شد.

## بازیگران
- راندولف اسکات
- فرانک فرگوسن
- اروینگ پیکل
- جنیس کارتر
- اولین هولند
- وارنر اندرسون
- ریچارد کریمر
- فرانک هاگنی
- باد فاین